# Лібкін Савелій Ілліч
Савелій Ілліч Лібкін (нар. 28 вересня 1961 року, Одеса, УРСР) — засновник та власник мережі «Ресторани Савви Лібкіна». Візіонер національної ресторанної премії «Сіль». Автор книг про кулінарію та бізнес.

## Діяльність
У 1979 році закінчив одеське кулінарне училище за фахом «кухар», у 1984—1988 заочно навчався в технікумі громадського харчування за спеціальністю «технолог громадського харчування». 1981—1983 — заступник директора ресторану «Фонтан». У 1984—1993 роках працював у КП «Шкільне харчування» кухарем і начальником виробництва. Пізніше ця шкільна їдальня під його керівництвом була виділена в окремий проєкт — невелике підприємство з виробництва напівфабрикатів.
1993 року Лібкін із партнером створили концепт громадського харчування «Драйв-Ін»: спочатку приймали замовлення і доставляли піцу на автівках, а потім автомобілісти самі приїздили купувати піцу, щоб поїсти в машині. Того ж року було засновано компанію «Драйв-Ін». Через два роки Савва започаткував піцерію «Пан-Піца». У 1998 році в Одесі з'явилися ще два його заклади — «Стейкхаус» і «Грінвіч Кафе».
У 2001 році засновниками компанії «Драйв-Ін» було відкрито ресторан «Café La Veranda» у Празі. У 2002 році «Стейкхаус» був ребрендований у «Стейкхаус. М'ясо та вино». Того ж року бренд «Пан-Піца» запустив власну франшизу. У 2004 році Лібкін відкрив ресторан «Дача» на Французькому бульварі, який став флагманом одеської кухні.
У 2005 році компанію «Драйв-Ін» було трансформовано у корпорацію РЕСТА, до складу якої увійшло понад 40 ресторанів в Україні та Чехії. У 2007 році з'явилася нова мережа кафе «Компот». У 2008 році була відкрита кулінарна школа «Meat&Wine» у ресторані «Стейкхаус», а у 2009 році — дитяча кулінарна школа «Milk&Cheese» у ресторані «Дача».
2012 року Лібкін заснував в Одесі ресторан італійської кухні «Tavernetta» з традиційними стравами регіону Емілія-Романья. У 2015 році кафе «Компот» почали працювати в Києві за моделлю франчайзингу, а наступного року Лібкін відкрив там ресторан «Риба у вогні». У 2017 році «Стейкхаус» з'явився у Києві, а ресторан «Риба у вогні» — в Одесі.

У 2018 році корпорація РЕСТА стає компанією «Ресторани Савви Лібкіна».
«Савва підприємець, який створив бізнес не стільки для себе, скільки для ком'юніті. … я відвідую його ресторани, найпопулярніші в місті, й дуже часто зустрічаю самого Савву, котрий особисто вітає гостей. Савва цікавий, мислячий співрозмовник. А це завжди привілей для гостя — поспілкуватися з таким хазяїном!». Владислав Бурда, український підприємець.

## Книги
Савелій Лібкін став першим, хто вивів одеську кухню з кулуарів одеських квартир у світ громадського харчування та визначив основні принципи одеської кухні. Протягом десятирічь він разом з однодумцями досліджував одеську кухню, збираючи та зберігаючи оригінальні рецепти, розшукуючи найсмачніші страви в Одесі та області, готуючи та куштуючи. Результатом цих «польових досліджень» стали дві книжки:
«Моя одеська кухня», яка вийшла друком у 2013 році та «Одеське застілля від Привоза до Дерибасівської» 2015 року.
У 2018 році книгу «Моя одеська кухня» було перекладено англійською (My Odessa Cuisine). Наступного року її представили від України на міжнародній книжковій виставці в Лондоні (The London Book Fair 2019).
Лібкін бачить свою місію в тому, щоб зробити одеську кухню світовим брендом, і не тільки традиційну, але й нову. В його планах на майбутнє — проводити фестивалі одеської кухні.
У 2021 році було видано третю книгу Савви Лібкіна «Бізнес по-одеськи. Як побудувати мережу, не втративши себе».

## Соціальні ініціативи
Компанія Савви Лібкіна приєдналася до ініціативи БФ «Корпорація монстрів», роблячи свій внесок у реалізацію проєкту «Добрий обід». Деякі заклади харчування Одеси, серед яких «Компот», щодня готують гарячі обіди та герметично упаковують їх для подальшого розподілення серед малозабезпечених мешканців міста, літніх людей, людей з інвалідністю та сімей, які перебувають у скрутному фінансовому становищі.
У 2020 році, під час локдауну через пандемію коронавірусу, Лібкін із командою проводили акцію «Поїв сам — нагодуй лікаря», забезпечуючи лікарів гарячою їжею.
Також під час карантину Савва почав вести прямі етери у Facebook, розповідаючи та показуючи, як готувати різні страви, та здобув позитивні відгуки аудиторії. Записи цих кулінарних майстер-класів лягли в основу його каналу на YouTube, який згодом почав розвиватися.
З 2022 року, після повномасштабного вторгнення РФ до України, компанія «Ресторани Савви Лібкіна» бере активну участь у волонтерстві. Значна частина доходів витрачається на приготування гарячих страв, які потім передаються воїнам ЗСУ та бойовим медикам.

## Творчі проєкти
Савва Лібкін є колумністом журналу «Forbes Україна» з 2011 року. Того ж року він очолив конвівіум ГО «Slow Food».
У 2016—2017 роках Лібкін із Людмилою Барбір був ведучим кулінарного шоу «Їжа у великому місті» для «Сніданок. Вихідний» на телеканалі «1+1».
Савва — топ-спікер на міжнародних конференціях Creative Chefs Summit.

## Досягнення
- Ресторан «Café La Veranda» у Празі був внесений до Червоного путівника Мішлен у 2003 році. Савва з партнером були першими та залишаються єдиними українськими рестораторами, які досягли цієї відзнаки Michelin Guide по теперішній час.[45][46][47][48][49][50]
- Ресторан «Tavernetta» було нагороджено «Золотою пальмовою гілкою» у сфері ресторанного бізнесу 2013 року за версією The Leaders Club International.[51][52]
- Книга Лібкіна «Моя одеська кухня» була представлена в Пекіні на книжковій премії «World Cookbook Fair — Gourmand International» — Gourmand Awards в категорії «Best Eastern Europe Cuisine Book». Це стало можливим після того, як книга отримала By country — Gourmand Awards 2014 в двох номінаціях: Best Chef та Local Cuisine.[53]
- У 2019 році Лібкін увійшов до Топ-30 найвпливовіших одеситів за версією журналу «New Voice Україна».[54]

## Цікаві факти
- Самостійно готувати страви Савелій почав у 9 років під керівництвом бабусі — Розалії Мойсеївни Виходець.[55]
- Перша акція Coca-Cola в Одесі була проведена з «Пан-Піца» у 1994 році.[56][57]
- Лібкін почав вивчати українську мову у 62 роки.[58]